# Flucht vor dem Tode
Flucht vor dem Tode ist ein US-amerikanischer Western aus dem Jahr 1952 von Budd Boetticher mit Audie Murphy und Beverly Tyler in den Hauptrollen. Der Film wurde von Universal-International Pictures produziert.

## Handlung
Per Zug reist der gerade aus dem Gefängnis entlassene Bill Doolin für eine Arbeit als Rancharbeiter nach Cimarron County in Oklahoma. Bill saß auf Grund von Falschaussagen des korrupten Eisenbahn-Detektivs Sam Swanson unschuldig hinter Gittern. Während der Reise wird der Zug von der berüchtigten Dalton-Bande überfallen. Einer der Räuber, Red Buck, hält Bill für einen Freund der Daltons. Aus Furcht von den anderen Passagieren für einen Komplizen gehalten zu werden, flüchtet Bill mit den Daltons.
Gerade als Bill die Ranch erreicht, wird sein zurückgelassenes Gepäck gefunden und von Swanson als seines identifiziert. Er zitiert Bill in sein Büro und will ein falsches Geständnis erzwingen. Bill kann aus dem Büro entkommen und stößt erneut auf die Daltons, die ihn mit Freude in ihre Bande aufnehmen. Die Bande wird von den Dalton-Brüdern Bob, Bitter Creek, Dynamite Dick, Will, Grat, Emmett angeführt. Die Daltons planen einen doppelten Raubzug. Einige der Daltons sollen mit Bill die Bank in Coffeyville überfallen, während der Rest der Bande gleichzeitig eine andere Bank ausrauben. Danach sollen sich beide Gruppen auf der Ranch von Pat Roberts treffen.
Während Red Buck mit seiner Gruppe erfolgreich ist, kommt es in Coffeyville zu einer Schießerei, die nur Bill, Bitter Creek und Dynamite Dick überleben. Sie schaffen es zur Ranch und vereinigen sich dort mit der anderen Gruppe, darunter Bitter Creeks mexikanische Freundin Rose. Zur gleichen Zeit nehmen Swanson und Marshal Sutton, ein guter Freund Bills, die Verfolgung auf. Bill kann die Bandenmitglieder überzeugen, die blutdürstigen Rachepläne von Red Buck zu ignorieren, was Roberts Tochter Carrie sehr beeindruckt. Bill besteht darauf, dass nur getötet wird, wenn es absolut notwendig ist. Er wird zum neuen Anführer der Bande bestimmt und von nun an The Cimarron Kid genannt. Swanson und Sutton erreichen die Roberts-Ranch, während sich die Bande in der Scheune versteckt hält, was von Sutton bemerkt wird. Er ruft zur Scheune, dass er wisse, wie Bill in diese Situation kam und mit ihm verhandeln wolle. Als Sutton wieder gegangen ist, gesteht Carrie Bill ihre Gefühle und ihre Bereitschaft, für ihn kriminell zu werden. Bill erklärt ihr, dass er nur genug Geld zusammen bekommen wolle, um nach Argentinien auszuwandern.
In den folgenden Monaten verübt die Bande mehrere erfolgreiche Banküberfälle, die Swanson dazu bringen, verstärkt nach Bill zu suchen. Kurz vor dem Überfall auf die Bank von Boonesville entdeckt Bill Carrie, die sich das Städtchen anschaut. Dadurch wird der Überfall verhindert, die Bande kann die Stadt verlassen. Swanson hört von dem Vorfall und stellt eine Verfolgergruppe zusammen. Die Bande kann Swansons Truppe entkommen, wird aber in Columbia von der Hotelbesitzerin Lola Plummer an Swanson verraten. Rose verhilft der Bande zur Flucht, dabei wird Bill jedoch verwundet und Red Buck getötet. Dynamite Dick verschwindet spurlos in einem Fluss. Sie schaffen es bis zu ihrem Versteck in den Bergen. Bill erholt sich von seiner Verletzung, während Dynamite unverletzt auftaucht. In seiner Begleitung ist sein Schwager George Weber, ein Angestellter der Eisenbahn, der einen Plan zum Raub von Goldbarren, die nach Denver geschickt werden, entwickelt hat. Bill verspricht Carrie, dass der Raub des Goldes sein letzter Raubzug sein und er dann mit ihr nach Argentinien gehen werde.
Bill, Dynamite und Weber haben sich auf den Zug schleichen können und werfen während der Fahrt die Barren aus dem Zug. Bitter Creek und Will nehmen die Barren auf, werden aber von Swanson und seinen Männern erschossen. Rose ist Zeuge der Schießerei und erkennt, dass Dynamite und Weber Verräter sind. Sie schickt ein Telegramm an Weber mit Swansons Unterschrift, in dem die Morde geschildert werden. Als Weber das Telegramm ausgehändigt wird, ahnt Bill, dass etwas schiefläuft. Er liest das Telegramm und schießt Weber und Dynamite nieder. Kurz darauf springt er vom Zug und eilt zur Roberts-Ranch. Pat und Carrie bringen den erschöpften Bill ins Bett, benachrichtigen dann aber Sutton. Sie sind der Überzeugung, dass Bill nur dann eine Chance hat, wenn er sich für die bisherigen Taten rechtfertigt. Erst als Pat ihm versichert, dass Carrie auf ihn warten und er dem Paar die Ranch überschreiben werde, küsst Bill Carrie und verabschiedet sich, um sich Sutton zu stellen.

## Produktion

### Hintergrund
Gedreht wurde der Film vom 15. Mai bis zum 18. Juni 1951 im Tuolumne County, in Lone Pine sowie in den Universal-Studios in Universal City.
Nach Angaben des Studios wurde die Goldgräberstadt Columbia inklusive der bestehenden 27 Gebäude, sechs Straßen, dem Feuerwehrwagen von 1880 und allen 52 Einwohnern für die Dreharbeiten eingestellt.
Die ursprüngliche Fassung endete mit Audie Murphys Tod. Dies wurde vom Studio auf Grund der wachsenden Popularität des Stars geändert.
Murphys Ehefrau Pamela Archer sollte eine klein Rolle übernehmen, musste jedoch auf Grund einer Erkrankung nach Kontakt mit Giftefeu absagen.

### Stab
Bernard Herzbrun und Emrich Nicholson oblag die künstlerische Leitung. Russell A. Gausman und Joseph Kish waren für das Szenenbild zuständig, Bill Thomas für die Kostüme, Bud Westmore für das Maskenbild. Verantwortliche Toningenieure waren Leslie I. Carey, Corson Jowett und James V. Swartz.

### Besetzung
In kleinen, nicht im Abspann erwähnten Nebenrollen traten John Bromfield, Rand Brooks als Emmett Dalton, Eddie Dew, Frank Ferguson, Gregg Palmer als Grat Dalton, Eddie Parker, William Reynolds als Will Dalton und Ann Robinson auf. Ebenfalls unerwähnt blieb Elizabeth Root als Lola Plummer.
Neben Eddie Parker, der zusätzlich eine kleine Rolle übernahm, arbeitete auch Richard Farnsworth als Stuntman.

## Synchronisation
Die deutsche Synchronfassung entstand im Auftrag der Berliner Synchron GmbH Wenzel Lüdecke.
| Rolle                    | Schauspieler              | Deutscher Synchronsprecher |
| ------------------------ | ------------------------- | -------------------------- |
| Bill Doolin/Cimarron Kid | Audie Murphy              | Eckart Dux                 |
| Carrie Roberts           | Beverly Tyler             | Margot Leonard             |
| Bitter Creek Dalton      | James Best                | Lutz Moik                  |
| Dynamite Dick Dalton     | John Hudson               | Klaus Miedel               |
| Red Buck                 | Hugh O’Brian              | Peter Petersz              |
| Pat Roberts              | Roy Roberts               | Robert Klupp               |
| Sam Swanson              | David Bauer (David Wolfe) | Ernst Schröder             |
| Bob Dalton               | Noah Beery jr.            | Clemens Hasse              |
| Marshal Sutton           | Leif Erickson             | Siegfried Schürenberg      |
| George Weber             | John Hubbard              | Erich Fiedler              |
| Stacey Marshall          | Frank Silvera             | Manfred Meurer             |
| Tulsa Jack               | John Bromfield            | Horst Niendorf             |
| Webb Thompson            | Wheaton Chambers          | Paul Bildt                 |
| Silk Conrad              | Tristram Coffin           | Friedrich Joloff           |
| Wärter                   | Frank Ferguson            | Martin Held                |
| Big Jim Moore            | Richard Garland           | Heinz Giese                |
| Grat Dalton              | Gregg Palmer              | Gert Günther Hoffmann      |
| Will Dalton              | William Reynolds          | Michael Chevalier          |

Anmerkung: Die kursiv geschriebenen Namen sind Rollen und Darsteller, die nicht im Abspann erwähnt wurden.

## Veröffentlichung
Die Premiere des Films fand am 13. Januar 1952 in Los Angeles statt. In der Bundesrepublik Deutschland kam er am 28. März 1952 in die Kinos, in Österreich am 22. April 1955.

## Kritiken
Der Filmkritiken-Aggregator Rotten Tomatoes hat in einer Auswertung von fünf Kritiken eine Zustimmungsrate von 60 Prozent errechnet. Das Publikumsergebnis hat sich bei 56 Prozent positiver Bewertungen eingependelt.
Das Lexikon des internationalen Films schrieb: „Die üblichen Ingredienzen (galoppierende Hufe, rauchende Pistolen, schmetternde Fäuste) und das Pathos verhaltener Männlichkeit würzen den ersten Western von Budd Boettiche.“
Die Variety beschrieb den Film als Routine-Verwertung einer Outlaw-Geschichte. Weder Drehbuch noch Regie verlangen viel von den Darstellern ab.
Im Evening Star lehnte Jay Carmody den Film ab. Er sei ein elendes, unangebrachtes Wiederkäuen schon dargelegter Indizien. Selbst die Darsteller erscheinen davon ermüdet zu sein.
Dave Kehr schrieb im Chicago Reader, Boettichers erster Western sei effizient gemacht, doch sei es ein langer Weg zur klaren und hervorragenden Erzählweise seiner späteren Randolph-Scott-Filme.